# (35243) 1995 TZ1
(35243) 1995 TZ1 là một tiểu hành tinh vành đai chính. Nó được phát hiện qua chương trình tiểu hành tinh Beijing Schmidt CCD ở trạm Xinglong ở tỉnh Hồ Bắc, Trung Quốc ngày 14 tháng 10 năm 1995.